# Тасароло
Тасаро̀ло (на италиански: Tassarolo; на пиемонтски: Tassareu, Тасареу, на местен диалект: Tascëreu, Ташъреу) е село и община в Северна Италия, провинция Алесандрия, регион Пиемонт. Разположено е на 250 m надморска височина. Населението на общината е 647 души (към 2010 г.).